# غاري سيمونز
غاري سيمونز هو لاعب هوكي الجليد كندي، ولد في 19 يوليو 1944 في تشارلوت تاون في كندا.

## وصلات خارجية
- غاري سيمونز على موقع دوري الهوكي الوطني (الإنجليزية)
- غاري سيمونز على موقع قاعة مشاهير الهوكي (لاعب أن.إتش.أل) (الإنجليزية)
- غاري سيمونز على موقع EliteProspects.com (الإنجليزية)
- غاري سيمونز على موقع HockeyDB.com (الإنجليزية)